# Championnat d'Autriche de football 1980-1981
Navigation
Saison précédente Saison suivante
La saison 1980-1981 du Championnat d'Autriche de football était la 70e édition du championnat de première division en Autriche. La Bundesliga regroupe les 10 meilleurs clubs du pays au sein d'une poule unique où ils s'affrontent quatre fois au cours de la saison, 2 fois à domicile et 2 fois à l'extérieur. À la fin de la compétition, le dernier du classement est relégué et remplacé par le champion de Nationalliga, la deuxième division autrichienne.
C'est le club du FK Austria Vienne, triple tenant du titre, qui remporte à nouveau le championnat en terminant en tête du classement final, avec un seul point d'avance sur le SK Sturm Graz et 3 sur le SK Rapid Vienne. C'est le 14e titre de champion d'Autriche de l'histoire du club.

## Les 10 clubs participants
| - SK Rapid Vienne - Grazer AK - Linzer ASK - SV Austria Salzbourg - SC Eisenstadt - Promu de Nationalliga | - SK VÖEST Linz - FC Admira Wacker - FK Austria Vienne - SK Sturm Graz - Wiener Sport-Club |

## Compétition

### Classement
Le barème utilisé pour établir le classement est le suivant :
- Victoire : 2 points
- Match nul : 1 point
- Défaite : 0 point

| Rang | Équipe               | Pts | J  | G  | N  | P  | Bp | Bc | Diff |
| ---- | -------------------- | --- | -- | -- | -- | -- | -- | -- | ---- |
| 1    | FK Austria Vienne T  | 46  | 36 | 20 | 6  | 10 | 77 | 46 | +31  |
| 2    | SK Sturm Graz        | 45  | 36 | 17 | 11 | 8  | 58 | 39 | +19  |
| 3    | SK Rapid Vienne      | 43  | 36 | 18 | 7  | 11 | 69 | 43 | +26  |
| 4    | FC Admira Wacker     | 42  | 36 | 17 | 8  | 11 | 56 | 52 | +4   |
| 5    | Grazer AK C          | 38  | 36 | 13 | 12 | 11 | 52 | 49 | +3   |
| 6    | SK VÖEST Linz        | 36  | 36 | 12 | 12 | 12 | 44 | 40 | +4   |
| 7    | Linzer ASK           | 34  | 36 | 11 | 12 | 13 | 42 | 51 | -9   |
| 8    | Wiener Sport-Club    | 32  | 36 | 12 | 8  | 16 | 46 | 49 | -3   |
| 9    | SV Austria Salzbourg | 23  | 36 | 10 | 3  | 23 | 40 | 61 | -21  |
| 10   | SC Eisenstadt P      | 21  | 36 | 6  | 9  | 21 | 25 | 59 | -34  |

|  | Qualification pour la Coupe des clubs champions 1981-1982                    |
|  | Qualification pour la Coupe des Coupes 1981-1982                             |
|  | Qualification pour la Coupe UEFA 1981-1982                                   |
|  | Relégation directe en Nationalliga                                           |
|  | T Tenant du titre C Vainqueur de la Coupe d'Autriche P Promu de Nationalliga |

## Bilan de la saison
| Championnat d'Autriche de football 1980-1981 |                               |
| Champion                                     | FK Austria Vienne (14e titre) |
| Coupes et trophées                           |                               |
| Vainqueur de la Coupe d'Autriche 1980-1981   | Grazer AK                     |
| Qualifications continentales                 |                               |
| Coupe d'Europe des clubs champions 1981-1982 | FK Austria Vienne             |
| Coupe des Coupes 1981-1982                   | Grazer AK                     |
| Coupe UEFA 1981-1982                         | SK Sturm Graz                 |
| Coupe UEFA 1981-1982                         | SK Rapid Vienne               |
| Promotions et relégations                    |                               |
| Promus en Bundesliga                         | FC Wacker Innsbruck           |
| Relégués en Nationalliga                     | SC Eisenstadt                 |